# Rebecca – A Manderley-ház asszonya (musical)
A Rebbecca – A Manderley-ház asszonya egy német nyelvű musical, amit Daphne du Maurier Rebecca című regényéből Michael Kunze és Lévay Szilveszter írt. A szerzőpáros korábban az Elisabeth, Mozart! és Marie Antoinette musicaleket is együtt készítette. A darab bemutatója 2006. szeptember 28-án volt a bécsi Raimund Theater színházban, Ausztriában. A magyarországi bemutató 2010. március 18-án volt a Budapesti Operettszínházban Béres Attila rendezésében. 2024. július 26-án a Szegedi Szabadtéri Játékok újra bemutatta a musicalt, szabadtéren elsőként, Béres Attila rendezésében.

## Szereplők és Színészek
| Szereplő           | Színész              | Színész              | Színész             |                       |                |
| ------------------ | -------------------- | -------------------- | ------------------- | --------------------- | -------------- |
| Én                 | Szinetár Dóra        | Vágó Zsuzsi          | Vágó Bernadett      | Dancs Annamari        |                |
| Maxim de Winter    | Bereczki Zoltán      | Szabó P. Szilveszter | Homonnay Zsolt      |                       |                |
| Mrs. Danvers       | Nádasi Veronika      | Janza Kata           | Polyák Lilla        |                       |                |
| Jack Favell        | Mészáros Árpád Zsolt | Bálint Ádám          |                     |                       |                |
| Mrs. Van Hopper    | Szulák Andrea        | Peller Anna          | Felföldi Anikó      | Náray Erika           | Bordás Barbara |
| Frank Crawley      | Földes Tamás         | Pálfalvy Attila      |                     |                       |                |
| Beatrice de Winter | Nádasi Veronika      | Füredi Nikolett      |                     |                       |                |
| Ben                | Pirgel Dávid         | Cseh Dávid Péter     | Sánta László        | Czikora István László |                |
| Julyan ezredes     | Jantyik Csaba        | Dézsy Szabó Gábor    |                     |                       |                |
| Frith              | Melis Gábor          | Miklós Attila        | Balogh Bodor Attila |                       |                |
| Robert             | Balogh Bodor Attila  | Oláh Tibor           |                     |                       |                |
| Giles              | Csuha Lajos          |                      |                     |                       |                |
| Horridge           | Péter Richárd        |                      |                     |                       |                |
| Mrs. Rutherford    | Tímár Katalin        | Arányi Adrienn       |                     |                       |                |

| Szereplő          | Színész                                                                    |
| "Én"              | Gubik Petra                                                                |
| ----------------- | -------------------------------------------------------------------------- |
| Maxim De Winter   | Dolhai Attila                                                              |
| Mrs. Danvers      | Janza Kata - 07. 26., 07. 28., 08. 03. Gallusz Nikolett - 07. 27., 08. 02. |
| Jack Favell       | Medveczky Balázs                                                           |
| Edythe Van Hopper | Udvaros Dorottya                                                           |
| Frank Crawley     | Bálint Ádám                                                                |
| Beatrice Lacy     | Janza Kata - 07. 27., 08. 02. Gallusz Nikolett - 07. 26., 07. 28., 08. 03. |
| Ben               | Szaszák Zsolt                                                              |
| Julyan ezredes    | Barnák László                                                              |
| Frith             | Kocsis Tamás                                                               |
| Robert            | Károlyi Krisztián                                                          |
| Giles Lacy        | Gömöri Krisztián                                                           |
| Horridge          | Borovics Tamás                                                             |
| Mrs. Rutherford   | Dobos Katalin                                                              |
| Clarice           | Borovics Anna                                                              |